# Оливейра, Чарльз
Ча́рльз Оливе́йра да Си́лва (порт.-браз. Charles Oliveira da Silva; род. 17 октября 1989, Гуаружа, штат Сан-Паулу, Бразилия) — бразильский боец смешанных единоборств, представитель лёгкой весовой категории. Начал профессиональную спортивную карьеру в 2008 году выступлением в региональных организациях, c 2010 года выступает в Ultimate Fighting Championship.
Бывший чемпион UFC в лёгком весе. Занимает 4 строчку официального рейтинга UFC в лёгком весе.

## Биография
Чарльз Оливейра родился 17 октября 1989 года в бедной семье в фавеле Висенте-де-Карвалью города Гуаружа, штат Сан-Паулу. 
Мальчику в возрасте 7 лет диагностировали шумы в сердце и ревматическую лихорадку, и врач сказал, что он не может заниматься спортом. Вместо этого родители решили позволить сыну заниматься спортом, и со временем его состояние улучшилось. 
Сосед Пауло привел Чарльза в зал по бразильскому джиу-джитсу в 12 лет, где тренер Рожер Коэльо проводил бесплатные занятия для людей с небольшим доходом. Семья Оливейры помогала ему оплачивать тренировки, продавая уличную еду и выброшенный на улицу картон. Чарльз вскоре стал чемпионом Сан-Паулу всего через два месяца после начала занятий джиу-джитсу.

## Профессиональная карьера в MMA
Дебютировал в смешанных единоборствах на профессиональном уровне в марте 2008 года, за один вечер провёл сразу три боя, победив всех троих соперников. Дрался в различных небольших промоушенах Бразилии, в том числе выступил на одном турнире Jungle Fight — во всех случаях неизменно выходил из поединков победителем.

### Ultimate Fighting Championship
Имея в послужном списке 12 побед и ни одного поражения, привлёк к себе внимание многих экспертов в области ММА, в частности портал Sherdog в январе 2010 года назвал его третьим наиболее перспективным проспектом из Бразилии, за которым следует следить в наступающем году. На волне успеха он подписал контракт с крупнейшей бойцовской организацией мира Ultimate Fighting Championship и вскоре дебютировал в октагоне, выиграв сдачей у Даррена Элкинса и заработав тем самым бонус за лучший приём вечера. В том же году взял верх над Эфраином Эскудеро, вновь получив награду за лучший приём, но затем потерпел первое в профессиональной карьере поражение, сдачей от Джима Миллера.
В 2011 году в поединке с Ником Ленцем выиграл с помощью удушающего приёма сзади, но позже из-за нанесённого им запрещённого удара коленом по голове результат отменили (при всём при том, оба бойца удостоились приза за лучший бой вечера). Далее его соперником стал Дональд Серроне, и бразилец уступил ему техническим нокаутом в первом же раунде.
Потерпев два поражения, Оливейра решил спуститься в полулёгкую категорию, и это принесло свои плоды — в 2012 году он заставил сдаться Эрика Уайзли и получил бонус (лучший приём вечера) и Джонатана Брукинса. Хотя перед поединком с Кабом Свонсоном у него уже возникли проблемы со сгонкой веса, и в первом же раунде он оказался в нокауте. После этого бразильца постигло ещё одно поражение, на сей раз единогласным решением судей от бывшего чемпиона организации Фрэнки Эдгара — оба бойца заработали здесь бонус за лучший бой вечера.
В 2014 году Оливейра одержал в UFC три победы, в том числе получил две награды за лучшее выступление вечера, хотя в одном из боёв он вновь не смог уложиться в рамки полулёгкого веса.
В 2015 году в матче-реванше с Ником Ленцем выиграл на сей раз по всем правилам, принудил соперника к сдаче в третьем раунде с помощью «гильотины» — за это ему дали сразу два бонуса: за лучшее выступление вечера и за лучший бой вечера. Его победная серия прервалась после встречи с будущим чемпионом Максом Холлоуэем, рефери зафиксировал технический нокаут уже в начале боя.
Провалив четыре взвешивания, в 2017 году Оливейра всё же вернулся в лёгкую весовую категорию. Он выиграл сдачей у Уилла Брукса, получив бонус за лучшее выступление вечера, но проиграл техническим нокаутом Полу Фельдеру.
Оливейра встретился с Клеем Гвидой на UFC 225 , заменив травмированного Бобби Грина. Он выиграл бой удушающим приёмом в первом раунде. Победа принесла ему бонус «Выступление вечера» .
Оливейра встретился с Кристосом Гиагосом 22 сентября 2018 года на турнире UFC Fight Night 137. Он выиграл бой сабмишеном во втором раунде. Эта победа принесла ему бонус «Приём вечера».
Оливейра встретился с Джимом Миллером в матче-реванше 15 декабря 2018 года на турнире UFC on Fox 31 . Он выиграл бой удушающим приёмом сзади в начале первого раунда.
2 февраля 2019 года Оливейра встретился с Давидом Теймуром на турнире UFC Fight Night 144. Он выиграл бой во втором раунде, оглушив Теймура локтем в стойке, прежде чем применить удушающий приём анаконда. Эта победа принесла ему бонус «Выступление вечера».
18 мая 2019 года на турнире UFC Fight Night 152 состоялся бой-трилогия с Ником Ленцем.Оливейра выиграл бой техническим нокаутом во втором раунде.
Заменив Леонардо Сантоса , Оливейра затем встретился с Джаредом Гордоном 16 ноября 2019 года на UFC на ESPN + 22 Оливейра выиграл бой нокаутом в первом раунде. Эта победа принесла ему награду " Исполнение ночи ".
Оливейра встретился с Кевином Ли 14 марта 2020 года в качестве главного события UFC Fight Night 170 . На взвешивании Ли весил 158,5 фунтов, что на 2,5 фунта превышает предел в лёгком весе,Ли был оштрафован на 20 % от суммы от своего гонорара, и ожидалось, что его бой с Оливейрой пройдёт в промежуточном весе. Оливейра выиграл бой сабмишеном с удушающим приёмом в третьем раунде.
Оливейра должен был встретиться с Бенеилом Дариюшем 4 октября 2020 года на UFC на ESPN: Холм против Алданы. Однако Оливейра отказался от боя в начале сентября по нераскрытым причинам.
Оливейра встретился с Тони Фергюсоном 12 декабря 2020 года на турнире UFC 256 в соглавном событии. После доминирующих трёх раундов он выиграл бой единогласным решением судей.
Оливейра столкнулся бывшим трёхкратный чемпионом Bellator в лёгком весе Майклом Чендлером за вакантный титул чемпиона UFC.
На UFC 262 15 мая 2021 года, этот бой состоялся.
В первом раунде Чендлер был близок к победе, но во втором раунде Оливейра собрался, и нокаутировал Чендлера, и завоевал титул чемпиона UFC в лёгком весе. И получил бонус за «Выступление вечера».
На UFC 269 11 декабря 2021 года. Оливейре предстояло защищать титул против Дастина Порье.
В первом раунде Оливейра побывал в нокдауне, но уже во втором, начал отнимать силы у Дастина, нанося удары локтями в партер, в третьем раунде Порье был задушен удушающим приёмом сзади. И Оливейра успешно защитил титул чемпиона UFC. Победа также принесла Оливейре его двенадцатую премию «Выступление вечера».
7 мая на UFC 274 Оливейре предстояло защищать титул против Джастина Гейджи. На взвешивание, Чарльз не смог уложиться в нужный вес, так как превысил его на 200 грамм, и был лишён титула. После чего было объявлено, что титул может получить только Гейджи в случае победы, а Оливейра освободит титул и станет главным претендентом.
С первых секунд Чарльз начал идти вперёд и зарубаться с Джастином, Гейджи попал несколько раз, и уронил дважды в нокдаун Оливейру, но Чарльз сумел быстро восстановиться и даже сам отравить Джастина в нокдаун, Чарльз сразу же пошёл в партер и начал забирать спину Джастина. После неудачной попытки сделать сабмишн от Оливейры, Гейджи смог выбраться, но Чарльз снова забрал спину, и в этот раз, смог задушить Джастина.
В итоге, Чарльз Оливейра выиграл Джастина Гейджи (удушающим приёмом сзади), но титул стал вакантным.
22 октября 2022 года в главном событии UFC 280 в Абу-Даби Чарльз встретился с Исламом Махачевым в поединке за вакантный пояс чемпиона в легком весе UFC. Во втором раунде дагестанец отправил Оливейру в нокдаун, после чего занял доминирующую позицию в партере и заставил соперника сдаться удушающим приемом «ручной треугольник» (или «треугольник руками»).
7 мая 2023 года на турнире UFC 288 Чарльз должен был встретиться с Бенеилом Дариюшем, но вынужден был сняться с боя из-за травмы. Поединок перенесли на турнир UFC 289. В конце первого раунда Оливейра попал по сопернику правым хай-киком, после чего добил его на земле.
После победы над Дариюшем Чарльз получил возможность провести реванш против Ислама Махачева на турнире UFC 294. Но за 11 дней до поединка Оливейра получил рассечение во время спарринга и вынужден был сняться с боя. Вместо него на поединок с Махачевым вышел Александр Волкановски, тогда удерживавший пояс чемпиона в полулёгком весе.
Следующий бой Оливейра провел на юбилейном турнире UFC 300 против российско-армянского бойца Армана Царукяна. Поединок продлился все три раунда и закончился победой Армана раздельным решением судей.
На UFC 309 Оливейра встретился в реванше с Майклом Чендлером. Бой прошел все 5 раундов и Оливейра выиграл единогласным решением со счётом (49-46 x2, 49-45).
Также оба бойца получили бонус «Лучший бой вечера»
На UFC 317 в бою за вакантный титул в лёгком весе был нокаутирован Илией Топурией в первом раунде.

## Титулы и достижения

### Бразильское джиу-джитсу
- Чемпион мира CBJJE (2007 г.) ;
- Чемпион штата Сан-Паулу FPJJ (2007 г.) ;
- Чемпион Южной Америки CBJJE (2008 г.) ;
- место на Кубке мира CBJJE (2008 г.) .

### Смешанные единоборства
Predador Fight Championship
- Победитель Гран-при в полусреднем весе (один раз).

Ultimate Fighting Championship
- Чемпион UFC в лёгком весе (один раз, бывший)
  - Одна защита против Дастина Порье
    - Лишён титула чемпиона UFC (не уложился в лимит весовой категории).
- 2022 Half-Year Awards: «Лучший боец полугодия»
- UFC Honors 2021: «Лучший камбэк года» против Майкла Чендлера
- Четвертый по продолжительности серии побед в истории легкого веса UFC (11)
- Наибольшее количество финишей в истории UFC (20).
- Наибольшее количество побед сабмишенами в истории UFC (16).
- Наибольшее количество бонусов в истории UFC (20).
- Наибольшее количество бонусов за «Выступление вечера» в истории UFC (13).
- Бонус за «Выступление вечера» (13 раз): против Энди Огла, Хацу Хиоки, Ника Ленца, Уилла Брукса, Клея Гвиды, Кристоса Гиагоса, Джима Миллера, Дэвида Теймура, Джареда Гордона, Кевина Ли, Майкла Чендлера, Дастина Порье и Бенеила Дариюша;
- Бонус за «Бой вечера» (4 раза): против Ника Ленца (2 раза) и Фрэнки Эдгара и Майкла Чендлера;
- Бонус за «Приём вечера» (3 раза): против Даррена Элкинса, Эфраина Эскудеро и Эрика Уайзли;
- Второй по количеству попыток сабмишенов в истории UFC (46)
- Сабмишен года (2014) против Хацу Хиоки
- Наибольшее количество побед сабмишенами в истории полулегкого веса UFC (6)
- Третий по количеству попыток сабмишенов в истории легкого дивизиона UFC (30)
- Шестой по проценту побед финишами в истории UFC (23 победы / 20 досрочно: 90,9%)
- Третий по количеству побед в истории UFC легкого дивизиона (16)
- Второй по количеству финишей в истории лёгкого веса UFC (14)
- Второй по количеству побед сабмишенами в истории UFC лёгкого веса (10)
- Второй по количеству побед в истории UFC (23)
- Наибольшее количество удушающих/болевых приемов «гильотина» в истории UFC (5)
- Наибольшее количество удушающих/болевых приемов «анаконда» в истории UFC (3)

### UFC.com Awards
- - 3 место: «Новичок года» (2010)
  - 3 место: «Лучший приём года» против Эрика Уайзли (2012)
  - 1 место: «Лучший приём года» года против Хацу Хиоки (2014)
  - 5 место: «Лучший прием года» против Христоса Гиагоса (2018)
  - 9 место: «Лучший прием года» против Дэвида Теймура (2019)
  - 5 место: «Лучший приём года» против Кевина Ли; 9 место: «Лучший боец года» (2020)
  - 2 место: «Боец года»; 10 место: «Бой года» против Майкла Чендлера (2021)
  - Награды за полугодие: «Боец полугодия»; 8 место «Лучший приём года» против Джастина Гейджи (2022)
  - 5 место: «Нокаут года» против Бенила Дариуша (2023)

## Личная жизнь
Оливейра и его супруга, Талита Роберта, воспитывают дочь, родившуюся в 2017 году. Чарльз проживает в Гуаруже, недалеко от своего прежнего района Висенте-де-Карвалью, и регулярно занимается благотворительностью, помогая своему сообществу. Оливейра — убеждённый христианин.
Ранее Оливейра страдал от близорукости и всегда носил очки. Когда его спросили, нужно ли снимать их во время боя, он ответил: «Если я сниму очки, то буду видеть только на 50 процентов, но это никогда не мешало мне в бою. Я вижу три лица, если попаду в среднее, то это будет означать, что я победил». Боец в октябре 2022 года заявил, что его глаза стали «на 100 процентов идеальными» после того, как ему сделали корректирующую операцию.
Чарльз в феврале 2023 года объявил, что завел аккаунт на OnlyFans, чтобы предоставить своим поклонникам сервис на основе подписки. На этой платформе они смогут увидеть его тренировки, режим питания и другой контент, который он создаёт.
6 октября 2024 года у Оливейры и его девушки Витории Брум родился сын, которого назвали Доминик.

## Пей-пер-вью
| №       | Сражавшиеся          | Дата            | Место            | Город                  | Сборы   |
| UFC 262 | Оливейра vs. Чендлер | 15 мая 2021     | Toyota Center    | Хьюстон, Техас, США    | 300,000 |
| UFC 269 | Оливейра vs. Порье   | 11 декабря 2021 | T-Mobile Arena   | Лас-Вегас, Невада, США | 500,000 |
| UFC 274 | Оливейра vs. Гейджи  | 7 мая 2022      | Footprint Center | Феникс, Аризона, США   | 400,000 |
| UFC 280 | Оливейра vs. Махачев | 22 октября 2022 | Etihad Arena     | Абу-Даби, ОАЭ          | 650,000 |

## Статистика в профессиональном ММА
| Боёв 47         | Побед 35 | Поражений 11 |
| --------------- | -------- | ------------ |
| Нокаутом        | 10       | 5            |
| Сдачей          | 21       | 4            |
| Решением        | 4        | 2            |
| Не состоявшихся | 1        | 1            |

| Результат    | Рекорд    | Соперник          | Способ                                            | Турнир                                                              | Дата             | Раунд | Время | Место                                 | Примечание                                                                                                |
| ------------ | --------- | ----------------- | ------------------------------------------------- | ------------------------------------------------------------------- | ---------------- | ----- | ----- | ------------------------------------- | --- |
| Поражение    | 35-11 (1) | Илия Топурия      | KO (удары руками)                                 | UFC 317                                                             | 29 июня 2025     | 1     | 2:27  | Лас-Вегас, Невада, США                | Бой за титул чемпиона UFC в легком весе                                                                   |
| Победа       | 35-10 (1) | Майкл Чендлер     | Единогласное решение                              | UFC 309                                                             | 16 ноября 2024   | 5     | 5:00  | Нью-Йорк, США                         | «Бой вечера» (4)                                                                                          |
| Поражение    | 34-10 (1) | Арман Царукян     | Раздельное решение                                | UFC 300                                                             | 13 апреля 2024   | 3     | 5:00  | Лас-Вегас, Невада, США                | |
| Победа       | 34-9 (1)  | Бенеил Дариюш     | Технический нокаут (удары)                        | UFC 289                                                             | 11 июня 2023     | 1     | 4:10  | Ванкувер, Британская Колумбия, Канада | «Выступление вечера» (13)                                                                                 |
| Поражение    | 33-9 (1)  | Ислам Махачев     | Сдача (ручной треугольник)                        | UFC 280                                                             | 22 октября 2022  | 2     | 3:16  | Абу-Даби, ОАЭ                         | Бой за вакантный пояс чемпиона UFC в лёгком весе                                                          |
| Победа       | 33-8 (1)  | Джастин Гейджи    | Сдача (удушение сзади)                            | UFC 274                                                             | 7 мая 2022       | 1     | 3:22  | Финикс, Аризона, США                  | Оливейра лишился пояса чемпиона UFC из-за превышения лимита весовой категории (70,53 кг)                  |
| Победа       | 32-8 (1)  | Дастин Порье      | Сдача (удушение сзади)                            | UFC 269                                                             | 11 декабря 2021  | 3     | 1:02  | Лас-Вегас, Невада, США                | Защитил (1) пояс чемпиона UFC в лёгком весе. «Выступление вечера» (12)                                    |
| Победа       | 31-8 (1)  | Майкл Чендлер     | Технический нокаут (удары)                        | UFC 262                                                             | 16 мая 2021      | 2     | 0:19  | Хьюстон, Техас, США                   | Завоевал вакантный пояс чемпиона UFC в лёгком весе. «Выступление вечера» (11)                             |
| Победа       | 30-8 (1)  | Тони Фергюсон     | Единогласное решение                              | UFC 256                                                             | 12 декабря 2020  | 3     | 5:00  | Лас-Вегас, Невада, США                | |
| Победа       | 29-8 (1)  | Кевин Ли          | Сдача (гильотина)                                 | UFC Fight Night: Ли vs. Оливейра                                    | 15 марта 2020    | 3     | 0:28  | Бразилиа, Бразилия                    | Бой в промежуточном весе (71,89 кг); Ли не уложился в лимит весовой категории. «Выступление вечера» (10)  |
| Победа       | 28-8 (1)  | Джаред Гордон     | Нокаут (удары руками)                             | UFC Fight Night: Блахович vs. Жакаре                                | 16 ноября 2019   | 1     | 1:26  | Сан-Паулу, Бразилия                   | «Выступление вечера» (9)                                                                                  |
| Победа       | 27-8 (1)  | Ник Ленц          | Технический нокаут (удары руками)                 | UFC Fight Night: дус Анжус vs. Ли                                   | 18 мая 2019      | 2     | 2:21  | Рочестер, Нью-Йорк, США               | |
| Победа       | 26-8 (1)  | Дэвид Теймур      | Сдача (анаконда)                                  | UFC Fight Night: Ассунсао vs. Мораис 2                              | 2 февраля 2019   | 2     | 0:55  | Форталеза, Бразилия                   | «Выступление вечера» (8)                                                                                  |
| Победа       | 25-8 (1)  | Джим Миллер       | Сдача (удушение сзади)                            | UFC on Fox: Lee vs. Iaquinta 2                                      | 15 декабря 2018  | 1     | 1:15  | Милуоки, Висконсин, США               | «Выступление вечера» (7)                                                                                  |
| Победа       | 24-8 (1)  | Кристос Гиагос    | Сдача (удушение сзади)                            | UFC Fight Night: Сантус vs. Андерс                                  | 22 сентября 2018 | 2     | 3:22  | Сан-Паулу, Бразилия                   | «Выступление вечера» (6)                                                                                  |
| Победа       | 23-8 (1)  | Клей Гвида        | Сдача (гильотина)                                 | UFC 225                                                             | 9 июня 2018      | 1     | 2:18  | Чикаго, Иллинойс, США                 | «Выступление вечера» (5)                                                                                  |
| Поражение    | 22-8 (1)  | Пол Фельдер       | Технический нокаут (удары локтями)                | UFC 218                                                             | 2 декабря 2017   | 2     | 4:06  | Детройт, Мичиган, США                 | |
| Победа       | 22-7 (1)  | Уилл Брукс        | Сдача (удушение сзади)                            | UFC 210                                                             | 8 апреля 2017    | 1     | 2:30  | Буффало, Нью-Йорк, США                | Возвращение в лёгкий вес. «Выступление вечера» (4)                                                        |
| Поражение    | 21-7 (1)  | Рикардо Ламас     | Сдача (гильотина)                                 | The Ultimate Fighter Latin America 3 Finale: dos Anjos vs. Ferguson | 5 ноября 2016    | 2     | 2:13  | Мехико, Мексика                       | Бой в промежуточном весе (70,31 кг); Оливейра не уложился в лимит весовой категории                       |
| Поражение    | 21-6 (1)  | Энтони Петтис     | Сдача (гильотина)                                 | UFC on Fox: Maia vs. Condit                                         | 27 августа 2016  | 3     | 1:49  | Ванкувер, Британская Колумбия, Канада | |
| Победа       | 21-5 (1)  | Майлз Джури       | Сдача (гильотина)                                 | UFC on Fox: dos Anjos vs. Cerrone 2                                 | 19 декабря 2015  | 1     | 3:05  | Орландо, Флорида, США                 | Бой в промежуточном весе (68,27 кг); Оливейра не уложился в лимит весовой категории                       |
| Поражение    | 20-5 (1)  | Макс Холлоуэй     | Технический нокаут (травма шеи)                   | UFC Fight Night: Холлоуэй vs. Оливейра                              | 23 августа 2015  | 1     | 1:39  | Саскатун, Саскачеван, Канада          | |
| Победа       | 20-4 (1)  | Ник Ленц          | Сдача (гильотина)                                 | UFC Fight Night: Condit vs. Alves                                   | 30 мая 2015      | 3     | 1:10  | Гояния, Бразилия                      | «Бой вечера» (3), «Выступление вечера» (3)                                                                |
| Победа       | 19-4 (1)  | Джереми Стивенс   | Единогласное решение                              | The Ultimate Fighter: A Champion Will Be Crowned Finale             | 12 декабря 2014  | 3     | 5:00  | Лас-Вегас, Невада, США                | Бой в промежуточном весе (66,45 кг); Оливейра не уложился в лимит весовой категории                       |
| Победа       | 18-4 (1)  | Хацу Хиоки        | Сдача (анаконда)                                  | UFC Fight Night: Те-Хуна vs. Марквардт                              | 28 июня 2014     | 2     | 4:28  | Окленд, Новая Зеландия                | «Выступление вечера» (2)                                                                                  |
| Победа       | 17-4 (1)  | Энди Огл          | Сдача (треугольник)                               | UFC Fight Night: Machida vs. Mousasi                                | 15 февраля 2014  | 3     | 2:40  | Жарагуа-ду-Сул, Бразилия              | «Выступление вечера»                                                                                      |
| Поражение    | 16-4 (1)  | Фрэнки Эдгар      | Единогласное решение                              | UFC 162                                                             | 6 июля 2013      | 3     | 5:00  | Лас-Вегас, Невада, США                | «Бой вечера» (2)                                                                                          |
| Поражение    | 16-3 (1)  | Каб Свонсон       | Нокаут (удар рукой)                               | UFC 152                                                             | 22 сентября 2012 | 1     | 2:40  | Торонто, Онтарио, Канада              | Бой в промежуточном весе (66,32 кг); Оливейра не уложился в лимит весовой категории                       |
| Победа       | 16-2 (1)  | Джонатан Брукинс  | Сдача (анаконда)                                  | The Ultimate Fighter: Live Finale                                   | 1 июня 2012      | 2     | 2:42  | Лас-Вегас, Невада, США                | |
| Победа       | 15-2 (1)  | Эрик Уайзли       | Сдача (залом голени)                              | UFC on Fox: Evans vs. Davis                                         | 28 января 2012   | 1     | 1:43  | Чикаго, Иллинойс, США                 | Дебют в полулёгком весе. «Приём вечера» (3)                                                               |
| Поражение    | 14-2 (1)  | Дональд Серроне   | Технический нокаут (удары руками)                 | UFC Live: Hardy vs. Lytle                                           | 14 августа 2011  | 1     | 3:01  | Милуоки, Висконсин, США               | |
| Не состоялся | 14-1 (1)  | Ник Ленц          | Признан несостоявшимся (запрещённый удар коленом) | UFC Live: Kongo vs. Barry                                           | 26 июня 2011     | 2     | 1:48  | Питтсбург, Пенсильвания, США          | Ленц сдался после удушения сзади, но результат был отменен из-за запрещённого удара коленом. «Бой вечера» |
| Поражение    | 14-1      | Джим Миллер       | Сдача (рычаг колена)                              | UFC 124                                                             | 11 декабря 2010  | 1     | 1:59  | Монреаль, Квебек, Канада              | |
| Победа       | 14-0      | Эфраин Эскудеро   | Сдача (удушение сзади)                            | UFC Fight Night: Marquardt vs. Palhares                             | 15 сентября 2010 | 3     | 2:25  | Остин, Техас, США                     | Бой в промежуточном весе (72,12 кг); Эскудеро не уложился в лимит весовой категории. «Приём вечера» (2)   |
| Победа       | 13-0      | Даррен Элкинс     | Сдача (рычаг локтя)                               | UFC Live: Jones vs. Matyushenko                                     | 1 августа 2010   | 1     | 0:41  | Сан-Диего, Калифорния, США            | Дебют в UFC. «Приём вечера»                                                                               |
| Победа       | 12-0      | Диегу Баталья     | Нокаут (слэм)                                     | Warriors Challenge 5                                                | 14 февраля 2010  | 1     | N/A   | Порту-Белу, Бразилия                  | |
| Победа       | 11-0      | Розенилду Роша    | Сдача (удушение сзади)                            | Warriors Challenge 5                                                | 14 февраля 2010  | 1     | 1:21  | Порту-Белу, Бразилия                  | |
| Победа       | 10-0      | Эдуарду Пашу      | Раздельное решение                                | Eagle Fighting Championship                                         | 26 сентября 2009 | 3     | 5:00  | Сан-Паулу, Бразилия                   | |
| Победа       | 9-0       | Алешандре Безерра | Сдача (анаконда)                                  | First Class Fight 3                                                 | 18 сентября 2009 | 2     | 1:11  | Сан-Паулу, Бразилия                   | |
| Победа       | 8-0       | Дом Станко        | Сдача (удушение сзади)                            | Ring of Combat 24                                                   | 17 апреля 2009   | 1     | 3:33  | Атлантик-Сити, Нью-Джерси, США        | |
| Победа       | 7-0       | Карлус Соарис     | Сдача (рычаг локтя)                               | Jungle Fight 12: Warriors 2                                         | 21 марта 2009    | 1     | 2:48  | Рио-де-Жанейро, Бразилия              | |
| Победа       | 6-0       | Элиэни Силва      | Tехнический нокаут (удары)                        | Korea Fight 1                                                       | 29 декабря 2008  | 2     | N/A   | Сан-Паулу, Бразилия                   | |
| Победа       | 5-0       | Даниэл Фернандис  | Нокаут (удары руками)                             | Korea Fight 1                                                       | 29 декабря 2008  | N/A   | N/A   | Сан-Паулу, Бразилия                   | |
| Победа       | 4-0       | Мехди Багдад      | Нокаут (удары руками)                             | Kawai Arena 1                                                       | 13 декабря 2008  | 1     | 1:01  | Сан-Паулу, Бразилия                   | Дебют в лёгком весе                                                                                       |
| Победа       | 3-0       | Диегу Брага       | Технический нокаут (удары руками)                 | Predador FC 9: Welterweight Grand Prix                              | 15 марта 2008    | 1     | 2:30  | Сан-Паулу, Бразилия                   | Финал гран-при PFC в полусреднем весе                                                                     |
| Победа       | 2-0       | Вискарди Андради  | Технический нокаут (удары руками)                 | Predador FC 9: Welterweight Grand Prix                              | 15 марта 2008    | 1     | 2:47  | Сан-Паулу, Бразилия                   | Полуфинал гран-при PFC в полусреднем весе                                                                 |
| Победа       | 1-0       | Жаксон Понтис     | Сдача (удушение сзади)                            | Predador FC 9: Welterweight Grand Prix                              | 15 марта 2008    | 1     | 2:11  | Сан-Паулу, Бразилия                   | Четвертьфинал гран-при PFC в полусреднем весе                                                             |